# Produits agroalimentaires traditionnels de Campanie
Les Produits agroalimentaires traditionnels de Campanie, reconnus par le ministère des Politiques agricoles, alimentaires et forestières (MIPAAF), sur la proposition du gouvernement de la région de Campanie sont présentés dans la liste qui suit. La dernière mise à jour est du 7 juin 2012, date de la dernière révision des PAT (produits agroalimentaires traditionnels).

## Liste des produits
| N°  | Dénomination                                               | Secteur                                                                                                |
| --- | ---------------------------------------------------------- | --- |
| 1   | cioccolato al limoncello                                   | Boissons sans alcool, spiritueux et liqueurs                                                           |
| 2   | fragolino                                                  | Boissons sans alcool, spiritueux et liqueurs                                                           |
| 3   | liquore al tartufo nero                                    | Boissons sans alcool, spiritueux et liqueurs                                                           |
| 4   | liquore concerto                                           | Boissons sans alcool, spiritueux et liqueurs                                                           |
| 5   | liquore crema di limone                                    | Boissons sans alcool, spiritueux et liqueurs                                                           |
| 6   | liquore di amarene                                         | Boissons sans alcool, spiritueux et liqueurs                                                           |
| 7   | liquore di castagne di Montella                            | Boissons sans alcool, spiritueux et liqueurs                                                           |
| 8   | liquore di gelse rosse                                     | Boissons sans alcool, spiritueux et liqueurs                                                           |
| 9   | liquore di limone Costa d’Amalfi                           | Boissons sans alcool, spiritueux et liqueurs                                                           |
| 10  | liquore di limone di Sorrento                              | Boissons sans alcool, spiritueux et liqueurs                                                           |
| 11  | liquore di mirtillo                                        | Boissons sans alcool, spiritueux et liqueurs                                                           |
| 12  | liquore finocchietto                                       | Boissons sans alcool, spiritueux et liqueurs                                                           |
| 13  | liquore nanassino                                          | Boissons sans alcool, spiritueux et liqueurs                                                           |
| 14  | nocillo                                                    | Boissons sans alcool, spiritueux et liqueurs                                                           |
| 15  | sciroppo di arancia bionda                                 | Boissons sans alcool, spiritueux et liqueurs                                                           |
| 16  | sidro di mela limoncella                                   | Boissons sans alcool, spiritueux et liqueurs                                                           |
| 17  | ammugliatielli                                             | Viandes (et abats) et leurs préparations                                                               |
| 18  | braciola di capra di Siano                                 | Viandes (et abats) et leurs préparations                                                               |
| 19  | busecchia-mammella di vacca, busecchia                     | Viandes (et abats) et leurs préparations                                                               |
| 20  | capicollo                                                  | Viandes (et abats) et leurs préparations                                                               |
| 21  | capicollo di Ricigliano                                    | Viandes (et abats) et leurs préparations                                                               |
| 22  | carne bufalina                                             | Viandes (et abats) et leurs préparations                                                               |
| 23  | carne di suino di razza casertana                          | Viandes (et abats) et leurs préparations                                                               |
| 24  | carne ovina di laticauda                                   | Viandes (et abats) et leurs préparations                                                               |
| 25  | cervellatine                                               | Viandes (et abats) et leurs préparations                                                               |
| 26  | cicoli                                                     | Viandes (et abats) et leurs préparations                                                               |
| 27  | coniglio di fosso dell'Isola d'Ischia                      | Viandes (et abats) et leurs préparations                                                               |
| 28  | fegato con la zeppa                                        | Viandes (et abats) et leurs préparations                                                               |
| 29  | filetto di Vairano Patenora                                | Viandes (et abats) et leurs préparations                                                               |
| 30  | filettone di Vairano Patenora                              | Viandes (et abats) et leurs préparations                                                               |
| 31  | fiocco di prosciutto                                       | Viandes (et abats) et leurs préparations                                                               |
| 32  | fleppa                                                     | Viandes (et abats) et leurs préparations                                                               |
| 33  | gelatina di maiale                                         | Viandes (et abats) et leurs préparations                                                               |
| 34  | mozzariello                                                | Viandes (et abats) et leurs préparations                                                               |
| 35  | nnoglia di maiale                                          | Viandes (et abats) et leurs préparations                                                               |
| 36  | nzogna - sugna nella vescica, nzogna nella vescica         | Viandes (et abats) et leurs préparations                                                               |
| 37  | pancetta arrotolata                                        | Viandes (et abats) et leurs préparations                                                               |
| 38  | pancetta tesa                                              | Viandes (et abats) et leurs préparations                                                               |
| 39  | prosciutto di Casaletto                                    | Viandes (et abats) et leurs préparations                                                               |
| 40  | prosciutto di monte                                        | Viandes (et abats) et leurs préparations                                                               |
| 41  | prosciutto di Pietraroja                                   | Viandes (et abats) et leurs préparations                                                               |
| 42  | salame Napoli                                              | Viandes (et abats) et leurs préparations                                                               |
| 43  | salame di Mugnano                                          | Viandes (et abats) et leurs préparations                                                               |
| 44  | salsiccia                                                  | Viandes (et abats) et leurs préparations                                                               |
| 45  | salsiccia affumicata                                       | Viandes (et abats) et leurs préparations                                                               |
| 46  | salsiccia di polmone                                       | Viandes (et abats) et leurs préparations                                                               |
| 47  | salsiccia sotto sugna                                      | Viandes (et abats) et leurs préparations                                                               |
| 48  | salsiccia sotto sugna di Vairano Patenora                  | Viandes (et abats) et leurs préparations                                                               |
| 49  | samurchio                                                  | Viandes (et abats) et leurs préparations                                                               |
| 50  | sfrionzola                                                 | Viandes (et abats) et leurs préparations                                                               |
| 51  | soppressata cilentana e del Vallo di Diano                 | Viandes (et abats) et leurs préparations                                                               |
| 52  | soppressata del Sannio                                     | Viandes (et abats) et leurs préparations                                                               |
| 53  | soppressata di Gioi Cilento                                | Viandes (et abats) et leurs préparations                                                               |
| 54  | soppressata di Ricigliano                                  | Viandes (et abats) et leurs préparations                                                               |
| 55  | soppressata Irpina                                         | Viandes (et abats) et leurs préparations                                                               |
| 56  | zuppa di soffritto                                         | Viandes (et abats) et leurs préparations                                                               |
| 57  | bebè di Sorrento                                           | Fromages                                                                                               |
| 58  | bocconcini alla panna di bufala                            | Fromages                                                                                               |
| 59  | burrini di bufala o burrata di bufala                      | Fromages                                                                                               |
| 60  | caciocavallo affumicato                                    | Fromages                                                                                               |
| 61  | caciocavallo di bufala                                     | Fromages                                                                                               |
| 62  | caciocavallo di Castelfranco                               | Fromages                                                                                               |
| 63  | Caciocavallo irpino di grotta                              | Fromages                                                                                               |
| 64  | caciocavallo podolico                                      | Fromages                                                                                               |
| 65  | cacioricotta caprino del Cilento                           | Fromages                                                                                               |
| 66  | caciotta di capra dei Monti Lattari                        | Fromages                                                                                               |
| 67  | caciottina canestrata di Sorrento                          | Fromages                                                                                               |
| 68  | caso conzato                                               | Fromages                                                                                               |
| 69  | casoperuto e marzolino                                     | Fromages                                                                                               |
| 70  | casuforte di statigliano, cacioforte, casoforte            | Fromages                                                                                               |
| 71  | fiordilatte                                                | Fromages                                                                                               |
| 72  | Fromageso caprino del Cilento                              | Fromages                                                                                               |
| 73  | juncata                                                    | Fromages                                                                                               |
| 74  | manteca                                                    | Fromages                                                                                               |
| 75  | manteca del Cilento                                        | Fromages                                                                                               |
| 76  | mozzarella nella mortella                                  | Fromages                                                                                               |
| 77  | pecorino del Monte Marzano                                 | Fromages                                                                                               |
| 78  | Pecorino bagnolese                                         | Fromages                                                                                               |
| 79  | Pecorino di Carmasciano                                    | Fromages                                                                                               |
| 80  | pecorino di laticauda                                      | Fromages                                                                                               |
| 81  | pecorino fresco e stagionato                               | Fromages                                                                                               |
| 82  | pecorino salaprese                                         | Fromages                                                                                               |
| 83  | provola affumicata                                         | Fromages                                                                                               |
| 84  | provola affumicata di bufala                               | Fromages                                                                                               |
| 85  | provolone del monaco                                       | Fromages                                                                                               |
| 86  | riavulillo                                                 | Fromages                                                                                               |
| 87  | scamorza                                                   | Fromages                                                                                               |
| 88  | scamorza di bufala                                         | Fromages                                                                                               |
| 89  | scamosciata                                                | Fromages                                                                                               |
| 90  | stracciata                                                 | Fromages                                                                                               |
| 91  | treccia                                                    | Fromages                                                                                               |
| 92  | burro di bufala                                            | matières grasses (beurre, margarine, huiles)                                                           |
| 93  | olio extravergine di oliva Irpinia                         | matières grasses (beurre, margarine, huiles)                                                           |
| 94  | olio extravergine di oliva Sannio Caudino Telesino         | matières grasses (beurre, margarine, huiles)                                                           |
| 95  | olio extravergine di oliva Sannio Colline Beneventane      | matières grasses (beurre, margarine, huiles)                                                           |
| 96  | aglio dell'Ufita                                           | Produits végétaux à l'état naturel ou transformé                                                       |
| 97  | albicocca vesuviana                                        | Produits végétaux à l'état naturel ou transformé                                                       |
| 98  | amarene appassite dei Colli di S. Pietro                   | Produits végétaux à l'état naturel ou transformé                                                       |
| 99  | arancia di Pagani                                          | Produits végétaux à l'état naturel ou transformé                                                       |
| 100 | arancia di Sorrento                                        | Produits végétaux à l'état naturel ou transformé                                                       |
| 101 | broccolo del Vallo di Diano                                | Produits végétaux à l'état naturel ou transformé                                                       |
| 102 | broccolo friariello di Napoli, friarielli                  | Produits végétaux à l'état naturel ou transformé                                                       |
| 103 | caldarroste in sciroppo e rum                              | Produits végétaux à l'état naturel ou transformé                                                       |
| 104 | cappella                                                   | Produits végétaux à l'état naturel ou transformé                                                       |
| 105 | carciofo bianco                                            | Produits végétaux à l'état naturel ou transformé                                                       |
| 106 | carciofo capuanella                                        | Produits végétaux à l'état naturel ou transformé                                                       |
| 107 | carciofo di Castellammare                                  | Produits végétaux à l'état naturel ou transformé                                                       |
| 108 | carciofo di Montoro                                        | Produits végétaux à l'état naturel ou transformé                                                       |
| 109 | carciofo di Pietrelcina                                    | Produits végétaux à l'état naturel ou transformé                                                       |
| 110 | carciofo di Procida                                        | Produits végétaux à l'état naturel ou transformé                                                       |
| 111 | carciofo pignatella, carciofo rosso, carciofolla pascaiola | Produits végétaux à l'état naturel ou transformé                                                       |
| 112 | cardone                                                    | Produits végétaux à l'état naturel ou transformé                                                       |
| 113 | carlentina                                                 | Produits végétaux à l'état naturel ou transformé                                                       |
| 114 | carosella                                                  | Produits végétaux à l'état naturel ou transformé                                                       |
| 115 | castagna del Monte Faito                                   | Produits végétaux à l'état naturel ou transformé                                                       |
| 116 | Castagne del prete                                         | Produits végétaux à l'état naturel ou transformé                                                       |
| 117 | castagna di Acerno                                         | Produits végétaux à l'état naturel ou transformé                                                       |
| 118 | castagna di Serino                                         | Produits végétaux à l'état naturel ou transformé                                                       |
| 119 | castagna paccuta                                           | Produits végétaux à l'état naturel ou transformé                                                       |
| 120 | castagna tempestiva del Vulcano di Roccamonfina            | Produits végétaux à l'état naturel ou transformé                                                       |
| 121 | castagne infornate, castagne n'fornate                     | Produits végétaux à l'état naturel ou transformé                                                       |
| 122 | castagne moscie, fico                                      | Produits végétaux à l'état naturel ou transformé                                                       |
| 123 | cavolfiore gigante di Napoli                               | Produits végétaux à l'état naturel ou transformé                                                       |
| 124 | cece di Cicerale                                           | Produits végétaux à l'état naturel ou transformé                                                       |
| 125 | ciambottella                                               | Produits végétaux à l'état naturel ou transformé                                                       |
| 126 | cicci di Santa Lucia                                       | Produits végétaux à l'état naturel ou transformé                                                       |
| 127 | cicoria selvatica                                          | Produits végétaux à l'état naturel ou transformé                                                       |
| 128 | cicoria verde di Napoli                                    | Produits végétaux à l'état naturel ou transformé                                                       |
| 129 | ciliegia del monte                                         | Produits végétaux à l'état naturel ou transformé                                                       |
| 130 | ciliegia della Recca                                       | Produits végétaux à l'état naturel ou transformé                                                       |
| 131 | ciliegia di Bracigliano                                    | Produits végétaux à l'état naturel ou transformé                                                       |
| 132 | ciliegia di Siano                                          | Produits végétaux à l'état naturel ou transformé                                                       |
| 133 | ciliegia maiatica                                          | Produits végétaux à l'état naturel ou transformé                                                       |
| 134 | ciliegia melella                                           | Produits végétaux à l'état naturel ou transformé                                                       |
| 135 | ciliegia S. Pasquale                                       | Produits végétaux à l'état naturel ou transformé                                                       |
| 136 | cipolla bianca di Pompei                                   | Produits végétaux à l'état naturel ou transformé                                                       |
| 137 | cipolla ramata di Montoro                                  | Produits végétaux à l'état naturel ou transformé                                                       |
| 138 | fagioli di Volturara Irpinia                               | Produits végétaux à l'état naturel ou transformé                                                       |
| 139 | fagioli lardari                                            | Produits végétaux à l'état naturel ou transformé                                                       |
| 140 | fagioli quarantini                                         | Produits végétaux à l'état naturel ou transformé                                                       |
| 141 | fagioli tabacchini                                         | Produits végétaux à l'état naturel ou transformé                                                       |
| 142 | fagiolo a formella                                         | Produits végétaux à l'état naturel ou transformé                                                       |
| 143 | fagiolo dell’occhio                                        | Produits végétaux à l'état naturel ou transformé                                                       |
| 144 | fagiolo di Controne                                        | Produits végétaux à l'état naturel ou transformé                                                       |
| 145 | fagiolo di Villaricca                                      | Produits végétaux à l'état naturel ou transformé                                                       |
| 146 | fagiolo striato del Vallo di Diano                         | Produits végétaux à l'état naturel ou transformé                                                       |
| 147 | fagiolo tondino bianco del Vallo di Diano                  | Produits végétaux à l'état naturel ou transformé                                                       |
| 148 | fava di Miliscola                                          | Produits végétaux à l'état naturel ou transformé                                                       |
| 149 | fichi secchi con miele                                     | Produits végétaux à l'état naturel ou transformé                                                       |
| 150 | fico di S. Mango                                           | Produits végétaux à l'état naturel ou transformé                                                       |
| 151 | fico vendemmia natalese                                    | Produits végétaux à l'état naturel ou transformé                                                       |
| 152 | finocchio bianco palettone                                 | Produits végétaux à l'état naturel ou transformé                                                       |
| 153 | finocchio di Sarno                                         | Produits végétaux à l'état naturel ou transformé                                                       |
| 154 | fragolina degli alburni e dell'alto sele, fraulella        | Produits végétaux à l'état naturel ou transformé                                                       |
| 155 | fungo porcino del Vulcano di Roccamonfina                  | Produits végétaux à l'état naturel ou transformé                                                       |
| 156 | giallona di Siano                                          | Produits végétaux à l'état naturel ou transformé                                                       |
| 157 | kaki vainiglia napoletano                                  | Produits végétaux à l'état naturel ou transformé                                                       |
| 158 | lenticchia di Valle Agricola                               | Produits végétaux à l'état naturel ou transformé                                                       |
| 159 | limone di Procida                                          | Produits végétaux à l'état naturel ou transformé                                                       |
| 160 | lupino gigante di Vairano                                  | Produits végétaux à l'état naturel ou transformé                                                       |
| 161 | mais spiga bianca, spogna bianca                           | Produits végétaux à l'état naturel ou transformé                                                       |
| 162 | marrone di S. Cristina                                     | Produits végétaux à l'état naturel ou transformé                                                       |
| 163 | marrone di Scala                                           | Produits végétaux à l'état naturel ou transformé                                                       |
| 164 | marzellina                                                 | Produits végétaux à l'état naturel ou transformé                                                       |
| 165 | marzocca                                                   | Produits végétaux à l'état naturel ou transformé                                                       |
| 166 | mela bianca di grottolella, mela renetta champagne         | Produits végétaux à l'état naturel ou transformé                                                       |
| 167 | mela capodiciuccio                                         | Produits végétaux à l'état naturel ou transformé                                                       |
| 168 | mela chianella                                             | Produits végétaux à l'état naturel ou transformé                                                       |
| 169 | mela chichedda                                             | Produits végétaux à l'état naturel ou transformé                                                       |
| 170 | mela limoncella                                            | Produits végétaux à l'état naturel ou transformé                                                       |
| 171 | mela limoncellona                                          | Produits végétaux à l'état naturel ou transformé                                                       |
| 172 | mela San Giovanni                                          | Produits végétaux à l'état naturel ou transformé                                                       |
| 173 | mela sergente                                              | Produits végétaux à l'état naturel ou transformé                                                       |
| 174 | mela tubbiona                                              | Produits végétaux à l'état naturel ou transformé                                                       |
| 175 | mela zitella                                               | Produits végétaux à l'état naturel ou transformé                                                       |
| 176 | melanzana cima di viola                                    | Produits végétaux à l'état naturel ou transformé                                                       |
| 177 | melone di Altavilla                                        | Produits végétaux à l'état naturel ou transformé                                                       |
| 178 | melone napoletano                                          | Produits végétaux à l'état naturel ou transformé                                                       |
| 179 | nocciola Camponica                                         | Produits végétaux à l'état naturel ou transformé                                                       |
| 180 | nocciola di S. Giovanni                                    | Produits végétaux à l'état naturel ou transformé                                                       |
| 181 | nocciola mortarella                                        | Produits végétaux à l'état naturel ou transformé                                                       |
| 182 | nocciola riccia di Talanico                                | Produits végétaux à l'état naturel ou transformé                                                       |
| 183 | noce di Sorrento                                           | Produits végétaux à l'état naturel ou transformé                                                       |
| 184 | noce malizia                                               | Produits végétaux à l'état naturel ou transformé                                                       |
| 185 | noce San Martino                                           | Produits végétaux à l'état naturel ou transformé                                                       |
| 186 | oliva caiazzara                                            | Produits végétaux à l'état naturel ou transformé                                                       |
| 187 | oliva masciatica                                           | Produits végétaux à l'état naturel ou transformé                                                       |
| 188 | olive pisciottane schiacciate sott'olio                    | Produits végétaux à l'état naturel ou transformé                                                       |
| 189 | papaccelle                                                 | Produits végétaux à l'état naturel ou transformé                                                       |
| 190 | pappola                                                    | Produits végétaux à l'état naturel ou transformé                                                       |
| 191 | patata novella                                             | Produits végétaux à l'état naturel ou transformé                                                       |
| 192 | peperoncino friariello napoletano, puparuoli friarielli    | Produits végétaux à l'état naturel ou transformé                                                       |
| 193 | peperoncini ripieni al tonno                               | Produits végétaux à l'état naturel ou transformé                                                       |
| 194 | peperoncini verdi o di fiume                               | Produits végétaux à l'état naturel ou transformé                                                       |
| 195 | peperone papaccella, papaccelle ricce                      | Produits végétaux à l'état naturel ou transformé                                                       |
| 196 | peperoni quagliettani                                      | Produits végétaux à l'état naturel ou transformé                                                       |
| 197 | pera del rosario                                           | Produits végétaux à l'état naturel ou transformé                                                       |
| 198 | pera mastantuono                                           | Produits végétaux à l'état naturel ou transformé                                                       |
| 199 | pera pennata                                               | Produits végétaux à l'état naturel ou transformé                                                       |
| 200 | pera Sant'Anna                                             | Produits végétaux à l'état naturel ou transformé                                                       |
| 201 | pera sorba                                                 | Produits végétaux à l'état naturel ou transformé                                                       |
| 202 | pera spadona di Salerno                                    | Produits végétaux à l'état naturel ou transformé                                                       |
| 203 | pera spina                                                 | Produits végétaux à l'état naturel ou transformé                                                       |
| 204 | percoca col pizzo                                          | Produits végétaux à l'état naturel ou transformé                                                       |
| 202 | percoca puteolana                                          | Produits végétaux à l'état naturel ou transformé                                                       |
| 203 | percoca terzarola                                          | Produits végétaux à l'état naturel ou transformé                                                       |
| 204 | pesca bellella di Melito                                   | Produits végétaux à l'état naturel ou transformé                                                       |
| 205 | pesca bianca napoletana                                    | Produits végétaux à l'état naturel ou transformé                                                       |
| 206 | peschiole                                                  | Produits végétaux à l'état naturel ou transformé                                                       |
| 207 | piselli cornetti                                           | Produits végétaux à l'état naturel ou transformé                                                       |
| 208 | pomodori secchi sott'olio                                  | Produits végétaux à l'état naturel ou transformé                                                       |
| 209 | pomodorino campano                                         | Produits végétaux à l'état naturel ou transformé                                                       |
| 210 | pomodorino corbarino                                       | Produits végétaux à l'état naturel ou transformé                                                       |
| 211 | pomodorino vesuviano                                       | Produits végétaux à l'état naturel ou transformé                                                       |
| 212 | pomodoro di Sorrento                                       | Produits végétaux à l'état naturel ou transformé                                                       |
| 213 | pomodoro spuniello                                         | Produits végétaux à l'état naturel ou transformé                                                       |
| 214 | prugna coglipiecuri                                        | Produits végétaux à l'état naturel ou transformé                                                       |
| 215 | risciola                                                   | Produits végétaux à l'état naturel ou transformé                                                       |
| 216 | saragolla                                                  | Produits végétaux à l'état naturel ou transformé                                                       |
| 217 | scarola bianca riccia schiana                              | Produits végétaux à l'état naturel ou transformé                                                       |
| 218 | speuta                                                     | Produits végétaux à l'état naturel ou transformé                                                       |
| 219 | susina botta a muro                                        | Produits végétaux à l'état naturel ou transformé                                                       |
| 220 | susina marmulegna                                          | Produits végétaux à l'état naturel ou transformé                                                       |
| 221 | susina pappacona                                           | Produits végétaux à l'état naturel ou transformé                                                       |
| 222 | susina pazza                                               | Produits végétaux à l'état naturel ou transformé                                                       |
| 223 | susina scarrafona                                          | Produits végétaux à l'état naturel ou transformé                                                       |
| 224 | susina turcona                                             | Produits végétaux à l'état naturel ou transformé                                                       |
| 225 | tartufo di Colliano                                        | Produits végétaux à l'état naturel ou transformé                                                       |
| 226 | tartufo nero di Bagnoli Irpino                             | Produits végétaux à l'état naturel ou transformé                                                       |
| 227 | torzella, cavolo greco, torza riccia                       | Produits végétaux à l'état naturel ou transformé                                                       |
| 228 | uva catalanesca                                            | Produits végétaux à l'état naturel ou transformé                                                       |
| 229 | uva cornicella                                             | Produits végétaux à l'état naturel ou transformé                                                       |
| 230 | zucca lunga di Napoli, cocuzza zuccarina                   | Produits végétaux à l'état naturel ou transformé                                                       |
| 231 | zucca napoletana                                           | Produits végétaux à l'état naturel ou transformé                                                       |
| 232 | babà                                                       | Pâtes fraîches et produits de boulangerie, biscuiterie, pâtisserie et confiserie                       |
| 233 | biscotti al miele                                          | Pâtes fraîches et produits de boulangerie, biscuiterie, pâtisserie et confiserie                       |
| 234 | biscotti di Castellammare                                  | Pâtes fraîches et produits de boulangerie, biscuiterie, pâtisserie et confiserie                       |
| 235 | biscotto di grano integrale                                | Pâtes fraîches et produits de boulangerie, biscuiterie, pâtisserie et confiserie                       |
| 236 | biscotto di granone                                        | Pâtes fraîches et produits de boulangerie, biscuiterie, pâtisserie et confiserie                       |
| 237 | calzoncelli                                                | Pâtes fraîches et produits de boulangerie, biscuiterie, pâtisserie et confiserie                       |
| 238 | calzone                                                    | Pâtes fraîches et produits de boulangerie, biscuiterie, pâtisserie et confiserie                       |
| 239 | cartellate con mosto                                       | Pâtes fraîches et produits de boulangerie, biscuiterie, pâtisserie et confiserie                       |
| 240 | casatiello dolce                                           | Pâtes fraîches et produits de boulangerie, biscuiterie, pâtisserie et confiserie                       |
| 241 | casatiello sugna e pepe                                    | Pâtes fraîches et produits de boulangerie, biscuiterie, pâtisserie et confiserie                       |
| 242 | chiacchiere                                                | Pâtes fraîches et produits de boulangerie, biscuiterie, pâtisserie et confiserie                       |
| 243 | confettone, ò cunftton                                     | Pâtes fraîches et produits de boulangerie, biscuiterie, pâtisserie et confiserie                       |
| 244 | copeta                                                     | Pâtes fraîches et produits de boulangerie, biscuiterie, pâtisserie et confiserie                       |
| 245 | delizia al limone                                          | Pâtes fraîches et produits de boulangerie, biscuiterie, pâtisserie et confiserie                       |
| 246 | follovielli                                                | Pâtes fraîches et produits de boulangerie, biscuiterie, pâtisserie et confiserie                       |
| 247 | fusillo di felitto                                         | Pâtes fraîches et produits de boulangerie, biscuiterie, pâtisserie et confiserie                       |
| 248 | fusillo di Gioi                                            | Pâtes fraîches et produits de boulangerie, biscuiterie, pâtisserie et confiserie                       |
| 249 | fusillo furitano, ò fusillo furitano, ò riccio furitano    | Pâtes fraîches et produits de boulangerie, biscuiterie, pâtisserie et confiserie                       |
| 250 | guanto caleno                                              | Pâtes fraîches et produits de boulangerie, biscuiterie, pâtisserie et confiserie                       |
| 251 | migliaccio                                                 | Pâtes fraîches et produits de boulangerie, biscuiterie, pâtisserie et confiserie                       |
| 252 | mustaccioli                                                | Pâtes fraîches et produits de boulangerie, biscuiterie, pâtisserie et confiserie                       |
| 253 | ndunderi                                                   | Pâtes fraîches et produits de boulangerie, biscuiterie, pâtisserie et confiserie                       |
| 254 | pagnotta di Santa Chiara                                   | Pâtes fraîches et produits de boulangerie, biscuiterie, pâtisserie et confiserie                       |
| 255 | palme di confetti                                          | Pâtes fraîches et produits de boulangerie, biscuiterie, pâtisserie et confiserie                       |
| 256 | pancotto dei foresi                                        | Pâtes fraîches et produits de boulangerie, biscuiterie, pâtisserie et confiserie                       |
| 257 | pane di Calitri                                            | Pâtes fraîches et produits de boulangerie, biscuiterie, pâtisserie et confiserie                       |
| 258 | Pane dei Camaldoli                                         | Pâtes fraîches et produits de boulangerie, biscuiterie, pâtisserie et confiserie                       |
| 259 | pane di Iurmano                                            | Pâtes fraîches et produits de boulangerie, biscuiterie, pâtisserie et confiserie                       |
| 260 | pane di Montecalvo                                         | Pâtes fraîches et produits de boulangerie, biscuiterie, pâtisserie et confiserie                       |
| 261 | pane di padula                                             | Pâtes fraîches et produits de boulangerie, biscuiterie, pâtisserie et confiserie                       |
| 262 | pane di San Sebastiano                                     | Pâtes fraîches et produits de boulangerie, biscuiterie, pâtisserie et confiserie                       |
| 263 | pane di Saragolla                                          | Pâtes fraîches et produits de boulangerie, biscuiterie, pâtisserie et confiserie                       |
| 264 | pane di Villaricca                                         | Pâtes fraîches et produits de boulangerie, biscuiterie, pâtisserie et confiserie                       |
| 265 | panesillo di Ponte                                         | Pâtes fraîches et produits de boulangerie, biscuiterie, pâtisserie et confiserie                       |
| 266 | pantorrone                                                 | Pâtes fraîches et produits de boulangerie, biscuiterie, pâtisserie et confiserie                       |
| 267 | panuozzo                                                   | Pâtes fraîches et produits de boulangerie, biscuiterie, pâtisserie et confiserie                       |
| 268 | panzarotti                                                 | Pâtes fraîches et produits de boulangerie, biscuiterie, pâtisserie et confiserie                       |
| 269 | Pasta di Gragnano                                          | Pâtes fraîches et produits de boulangerie, biscuiterie, pâtisserie et confiserie                       |
| 270 | pastiera                                                   | Pâtes fraîches et produits de boulangerie, biscuiterie, pâtisserie et confiserie                       |
| 271 | pigna                                                      | Pâtes fraîches et produits de boulangerie, biscuiterie, pâtisserie et confiserie                       |
| 272 | pizza chiena                                               | Pâtes fraîches et produits de boulangerie, biscuiterie, pâtisserie et confiserie                       |
| 273 | pizza con ricotta                                          | Pâtes fraîches et produits de boulangerie, biscuiterie, pâtisserie et confiserie                       |
| 277 | pizza di farinella bacolese, pizza gialla, 'a zellòse      | Pâtes fraîches et produits de boulangerie, biscuiterie, pâtisserie et confiserie                       |
| 274 | pizza di scarola                                           | Pâtes fraîches et produits de boulangerie, biscuiterie, pâtisserie et confiserie                       |
| 275 | pizza figliata, serpentone                                 | Pâtes fraîches et produits de boulangerie, biscuiterie, pâtisserie et confiserie                       |
| 276 | pizza migliazza cu li frittole                             | Pâtes fraîches et produits de boulangerie, biscuiterie, pâtisserie et confiserie                       |
| 277 | pizza napoletana verace artigianale                        | Pâtes fraîches et produits de boulangerie, biscuiterie, pâtisserie et confiserie                       |
| 278 | puccellato dolce                                           | Pâtes fraîches et produits de boulangerie, biscuiterie, pâtisserie et confiserie                       |
| 279 | puccellato salato                                          | Pâtes fraîches et produits de boulangerie, biscuiterie, pâtisserie et confiserie                       |
| 280 | raffioli                                                   | Pâtes fraîches et produits de boulangerie, biscuiterie, pâtisserie et confiserie                       |
| 281 | raviolo di ricotta di pecora                               | Pâtes fraîches et produits de boulangerie, biscuiterie, pâtisserie et confiserie                       |
| 282 | ricci                                                      | Pâtes fraîches et produits de boulangerie, biscuiterie, pâtisserie et confiserie                       |
| 283 | roccocò                                                    | Pâtes fraîches et produits de boulangerie, biscuiterie, pâtisserie et confiserie                       |
| 284 | sanguinaccio                                               | Pâtes fraîches et produits de boulangerie, biscuiterie, pâtisserie et confiserie                       |
| 285 | scaldatelle                                                | Pâtes fraîches et produits de boulangerie, biscuiterie, pâtisserie et confiserie                       |
| 286 | scazzatiello, cavatieddu                                   | Pâtes fraîches et produits de boulangerie, biscuiterie, pâtisserie et confiserie                       |
| 287 | scialatiello                                               | Pâtes fraîches et produits de boulangerie, biscuiterie, pâtisserie et confiserie                       |
| 288 | sciusciello, ò sciuscello                                  | Pâtes fraîches et produits de boulangerie, biscuiterie, pâtisserie et confiserie                       |
| 289 | sfogliatella                                               | Pâtes fraîches et produits de boulangerie, biscuiterie, pâtisserie et confiserie                       |
| 290 | sfogliatella Santa Rosa                                    | Pâtes fraîches et produits de boulangerie, biscuiterie, pâtisserie et confiserie                       |
| 291 | sospiri al limone                                          | Pâtes fraîches et produits de boulangerie, biscuiterie, pâtisserie et confiserie                       |
| 292 | spantorrone di Grotta                                      | Pâtes fraîches et produits de boulangerie, biscuiterie, pâtisserie et confiserie                       |
| 293 | struffoli                                                  | Pâtes fraîches et produits de boulangerie, biscuiterie, pâtisserie et confiserie                       |
| 294 | susamielli                                                 | Pâtes fraîches et produits de boulangerie, biscuiterie, pâtisserie et confiserie                       |
| 295 | taraddi con finocchio                                      | Pâtes fraîches et produits de boulangerie, biscuiterie, pâtisserie et confiserie                       |
| 296 | taralli intrecciati                                        | Pâtes fraîches et produits de boulangerie, biscuiterie, pâtisserie et confiserie                       |
| 297 | tarallini al vino                                          | Pâtes fraîches et produits de boulangerie, biscuiterie, pâtisserie et confiserie                       |
| 298 | tarallo con le mandorle                                    | Pâtes fraîches et produits de boulangerie, biscuiterie, pâtisserie et confiserie                       |
| 299 | tarallo cu ll'ove                                          | Pâtes fraîches et produits de boulangerie, biscuiterie, pâtisserie et confiserie                       |
| 300 | tarallo di Agerola                                         | Pâtes fraîches et produits de boulangerie, biscuiterie, pâtisserie et confiserie                       |
| 301 | tarallo sugna e pepe                                       | Pâtes fraîches et produits de boulangerie, biscuiterie, pâtisserie et confiserie                       |
| 302 | tarallucci al naspro                                       | Pâtes fraîches et produits de boulangerie, biscuiterie, pâtisserie et confiserie                       |
| 303 | tasca                                                      | Pâtes fraîches et produits de boulangerie, biscuiterie, pâtisserie et confiserie                       |
| 304 | torroncino di Roccagloriosa                                | Pâtes fraîches et produits de boulangerie, biscuiterie, pâtisserie et confiserie                       |
| 305 | torrone croccantino di S. Marco dei Cavoti                 | Pâtes fraîches et produits de boulangerie, biscuiterie, pâtisserie et confiserie                       |
| 306 | torrone di Benevento                                       | Pâtes fraîches et produits de boulangerie, biscuiterie, pâtisserie et confiserie                       |
| 307 | torrone di castagna                                        | Pâtes fraîches et produits de boulangerie, biscuiterie, pâtisserie et confiserie                       |
| 308 | torrone di Ospedaletto d'Alpinolo                          | Pâtes fraîches et produits de boulangerie, biscuiterie, pâtisserie et confiserie                       |
| 309 | zandraglia                                                 | Pâtes fraîches et produits de boulangerie, biscuiterie, pâtisserie et confiserie                       |
| 310 | zeppola di S. Giuseppe                                     | Pâtes fraîches et produits de boulangerie, biscuiterie, pâtisserie et confiserie                       |
| 311 | zeppola fritta                                             | Pâtes fraîches et produits de boulangerie, biscuiterie, pâtisserie et confiserie                       |
| 312 | acciughe sotto sale                                        | Préparations de poissons, mollusques et crustacés et techniques particulières d'élevage de ces espèces |
| 313 | alicette piccanti                                          | Préparations de poissons, mollusques et crustacés et techniques particulières d'élevage de ces espèces |
| 314 | alici di menaica                                           | Préparations de poissons, mollusques et crustacés et techniques particulières d'élevage de ces espèces |
| 315 | alici marinate                                             | Préparations de poissons, mollusques et crustacés et techniques particulières d'élevage de ces espèces |
| 316 | colatura di alici di Cetara                                | Préparations de poissons, mollusques et crustacés et techniques particulières d'élevage de ces espèces |
| 321 | cozza del golfo di napoli e del litorale flegreo, cozzeca  | Produits d'origine animale (miel, produits laitiers, à l'exclusion du beurre)                          |
| 317 | filetti di alici sott’olio                                 | Préparations de poissons, mollusques et crustacés et techniques particulières d'élevage de ces espèces |
| 318 | miele di acacia                                            | Produits d'origine animale (miel, produits laitiers, à l'exclusion du beurre)                          |
| 319 | miele di castagno                                          | Produits d'origine animale (miel, produits laitiers, à l'exclusion du beurre)                          |
| 320 | miele di girasole                                          | Produits d'origine animale (miel, produits laitiers, à l'exclusion du beurre)                          |
| 321 | miele di sulla                                             | Produits d'origine animale (miel, produits laitiers, à l'exclusion du beurre)                          |
| 322 | miele millefiori                                           | Produits d'origine animale (miel, produits laitiers, à l'exclusion du beurre)                          |
| 323 | ricotta di fuscella                                        | Produits d'origine animale (miel, produits laitiers, à l'exclusion du beurre)                          |
| 324 | ricotta di laticauda                                       | Produits d'origine animale (miel, produits laitiers, à l'exclusion du beurre)                          |
| 325 | ricotta essiccata di bufala                                | Produits d'origine animale (miel, produits laitiers, à l'exclusion du beurre)                          |
| 326 | ricotta essiccata ovicaprina                               | Produits d'origine animale (miel, produits laitiers, à l'exclusion du beurre)                          |
| 327 | ricotta fresca di bufala                                   | Produits d'origine animale (miel, produits laitiers, à l'exclusion du beurre)                          |
| 328 | ricotta fresca ed essiccata di capra                       | Produits d'origine animale (miel, produits laitiers, à l'exclusion du beurre)                          |
| 329 | ricotta fresca ed essiccata di pecora                      | Produits d'origine animale (miel, produits laitiers, à l'exclusion du beurre)                          |
| 330 | ricotta salaprese                                          | Produits d'origine animale (miel, produits laitiers, à l'exclusion du beurre)                          |